# Lago sotterraneo Saint Léonard
Il lago sotterraneo di Saint Léonard (in francese Lac souterrain de Saint-Léonard, in tedesco unterirdische See von St. Leonard) si trova in Svizzera, nel cantone Vallese tra Sion e Sierre nelle Alpi Pennine nel comune di Saint-Léonard, è stato scoperto nel 1943 e si trova a 509 m d'altezza.

I suoi 300 m circa di lunghezza per 20 m di larghezza ne fanno il più grande lago sotterraneo finora scoperto in Europa e nel mondo.
Il lago è abitato da trote iridee.